# Barylypa schmidi
Barylypa schmidi là một loài tò vò trong họ Ichneumonidae.